# Bocatherium
Bocatherium — вимерлий рід тритилодонтів з плінсбахського періоду (рання юра) Тамауліпаса, Мексика. Він відомий лише з черепа, знайденого в каньйоні Хуізачаль, «алевроліті Плінсбахської заплави у формації Ла Бока».